# شانشی وای-۸
شانشی وای-۸ یا یونشوجی-۸ (Shaanxi Y-8 یا Yunshuji-8) یک هواپیمای ترابری با برد متوسط است که توسط شرکت هواپیماسازی شانشی در چین بر اساس آنتونوف ای‌ان-۱۲ شوروی ساخته شده‌است. این هواپیما به یکی از محبوب‌ترین هواپیماهای حمل و نقل/ترابری نظامی و غیرنظامی چین تبدیل شده‌است که انواع مختلفی از آن تولید و صادر شده‌است. هرچند آنتونوف-۱۲ دیگر در اوکراین ساخته نمی‌شود، وای-۸ چینی به ارتقا و تولید ادامه می‌دهد. تا سال ۲۰۱۰ حدود ۱۶۹ فروند هواپیمای وای-۸ ساخته شده‌است.

## طراحی و توسعه
در دهه ۱۹۶۰، چین چندین هواپیمای آنتونوف-۱۲ را به همراه مجوز مونتاژ بومی این هواپیما را از اتحاد جماهیر شوروی خریداری کرد. با این حال، به دلیل شکاف چینی-شوروی، اتحاد جماهیر شوروی کمک‌های فنی خود به چین را متوقف کرد. شرکت صنعتی هواگردسازی شیان و مؤسسه طراحی هواپیمای شیان برای تولید وای-۸ در چین، از مهندسی معکوس آنتونوف-۱۲ استفاده کردند. طراحی این هواپیما تا فوریه ۱۹۷۲ تکمیل شد.
وای-۸، مجهز به چهار موتور توربوپراپ نصب‌شده در زیر لبه‌های جلویی بال‌ها است. بال‌ها در ارتفاع بالا روی بدنه وصل شده‌اند. نسخه‌های اولیه‌ای که برای حمل بار یا نیرو مورد استفاده قرار می‌گرفتند دارای دو درب جانبی بازشو به سمت داخل بودند اما نسخه‌های بعدی از یک سطح شیبدار رو به عقب برای تسهیل بارگیری و تخلیه بار استفاده می‌کردند.
وای-۸، قادر به حمل نیرو، پرتاب تجهیزات، پرتاب چترباز و عملکرد به عنوان آمبولانس هوایی است. همچنین می‌توان از آن برای ترابری تجاری استفاده کرد. این هواپیما قادر است ۲۰ تن محموله، تقریباً ۹۶ سرباز یا حدود ۸۲ چترباز را در محفظه بار که ۱۳٫۵ متر طول، ۳ متر عرض و ۲٫۴ متر ارتفاع دارد، جابه‌جا کند. همچنین می‌تواند ۶۰ سرباز مجروح شدید را با برانکار، ۲۰ سرباز مجروح جزئی و ۳ خدمهٔ پزشکی را حمل کند. انواع مختلفی از وای-۸، برای نقش‌های تخصصی ساخته شده‌است، اما به دلیل ماهیت مخفی‌کارانهٔ ارتش آزادی‌بخش خلق، اطلاعات مربوط به آن‌ها ممکن است غیردقیق یا مبهم باشد.
وای-۸ در ژوئن ۱۹۷۲ در کارخانه هواپیماسازی شیان به تولید آزمایشی رسید. در دسامبر ۱۹۷۴، نخستین وای-۸ مونتاژ شده توسط چین، نخستین پرواز خود را انجام داد. پس از تولید آزمایشی، عملیات تولید وای-۸، به کارخانه هواپیماسازی شانشی منتقل شد. وای-۸های تولید شده توسط شانشی، پروازهای آزمایشی خود را در دسامبر ۱۹۷۵ انجام دادند.
در سال ۱۹۸۶ دو مهندس از وزارت هوانوردی چین، از شرکت لاکهید بازدید کردند و قراردادی با لاکهید برای انجام یک سری آزمایش پرواز بر روی وای-۸، بسته شد. به لاکهید گفته شد که شوروی‌ها زمانی که به چین در ساخت کارخانه Y-8 کمک کردند، داده‌های آزمایش پرواز را ارائه نکردند. آزمایش‌های پرواز توسط خلبان آزمایشی لاکهید، هنک دیز انجام شد. هنک این سری پروازهای آزمایشی را برای لاکهید ال-۱۰۱۱ و بعداً برای وای-۲۰ چین در هاربین انجام داد.
انگیزه لاکهید از انجام آزمایش‌های پروازی این بود که نشان دهد، چین بهتر است سی-۱۳۰ هرکولس را بخرد تا این‌که وای-۸ را بهبود بخشد. چین هواپیمای سی-۱۳۰ را خریداری کرد، اما یک سری پرواز آزمایشی در واقع نشان داد که وای-۸ هواپیمایی توانمندتر از تصورات قبلی است.
در اواخر دهه ۱۹۸۰، لاکهید مارتین، به چین کمک کرد تا یک کابین تحت فشار برای نسخه مسافری وای-۸ ایجاد کند که در نتیجهٔ آن، دو نسخه ساخته شد: در مورد اول، نیمی از کابین تحت فشار قرار می‌گرفت و در نسخهٔ دوم، کابین به‌طور کامل تحت فشار بود.
در سال‌های ۲۰۰۱ و ۲۰۰۲، مذاکرات جدید بین آنتونوف و شانشی، منجر به طراحی مجدد بال و بدنه وای-۸ شد. این طراحی مجدد اجازه می‌دهد تا ظرفیت سوخت این هواپیما، تا ۵۰ درصد افزایش یابد.

## سابقه عملیاتی
وای-۸ توسط نیروی هوایی و نیروی دریایی ارتش آزادی‌بخش خلق، در نقش‌های مختلف مورد استفاده قرار گرفته و تعدادی هم برای کاربری غیرنظامی عرضه شده‌است. هواپیماهای صادراتی به نیروی هوایی میانمار، نیروی هوایی سودان و نیروی هوایی سریلانکا عرضه شده‌است. برخی از هواپیماهای وای-۸، توسط نیروی هوایی سریلانکا طی جنگ داخلی سری‌لانکا، به‌طور موقت به‌عنوان بمب‌افکن، مورد استفاده قرار گرفتند، که بمب‌ها از درهای عقب هواپیما، پرتاب می‌شدند. طی آن جنگ، یک فروند وای-۸ بر اثر دفاع ضدهوایی ببرهای تامیل و یک فروند نیز به‌دلیل نقص مکانیکی، از بین رفتند. وای-۸ به کشورهای دیگری در سراسر جهان از جمله برمه، پاکستان، تانزانیا، ونزوئلا و احتمالاً کشورهای دیگری نیز صادر شده‌است.

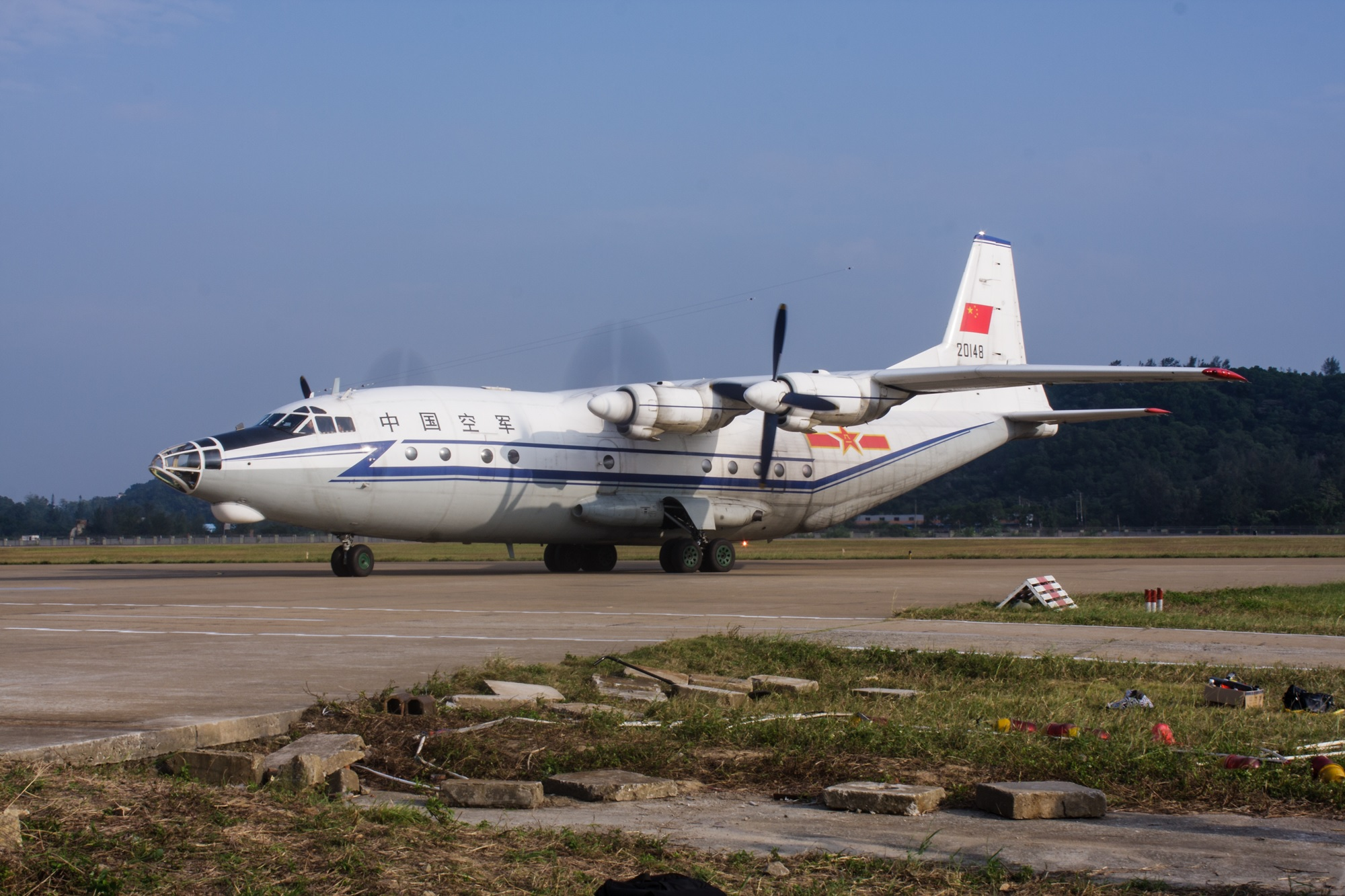
وای-۸ نیروی هوایی چین

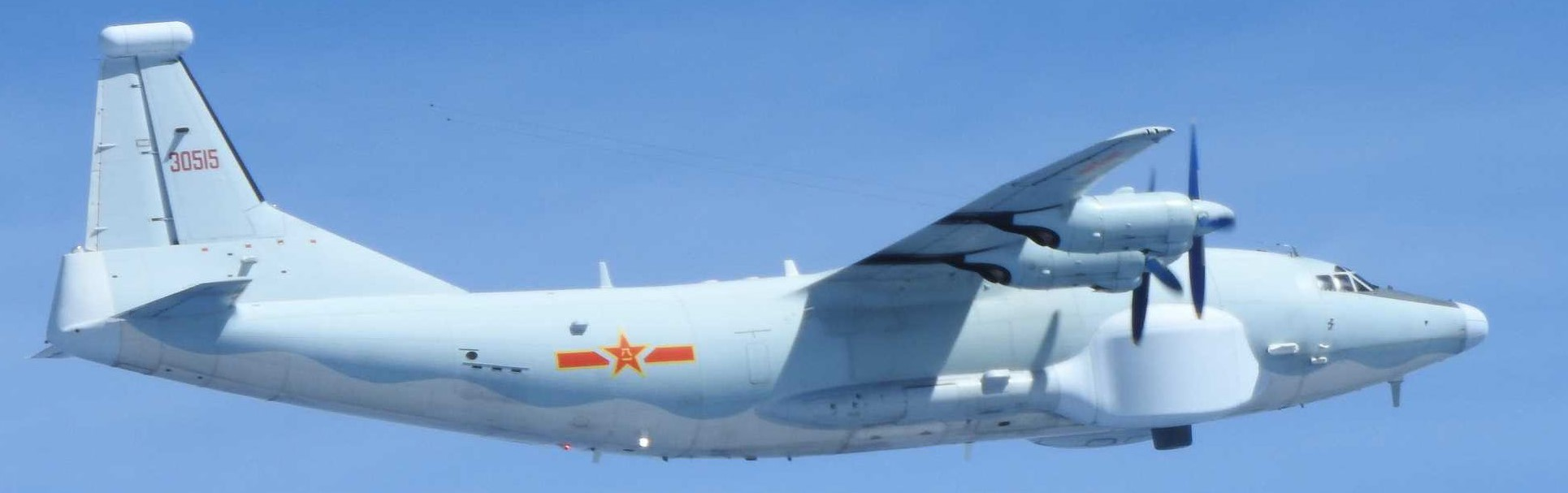
مدل Y-8GX4 (در نقش ELINT) (اوت ۲۰۱۷)

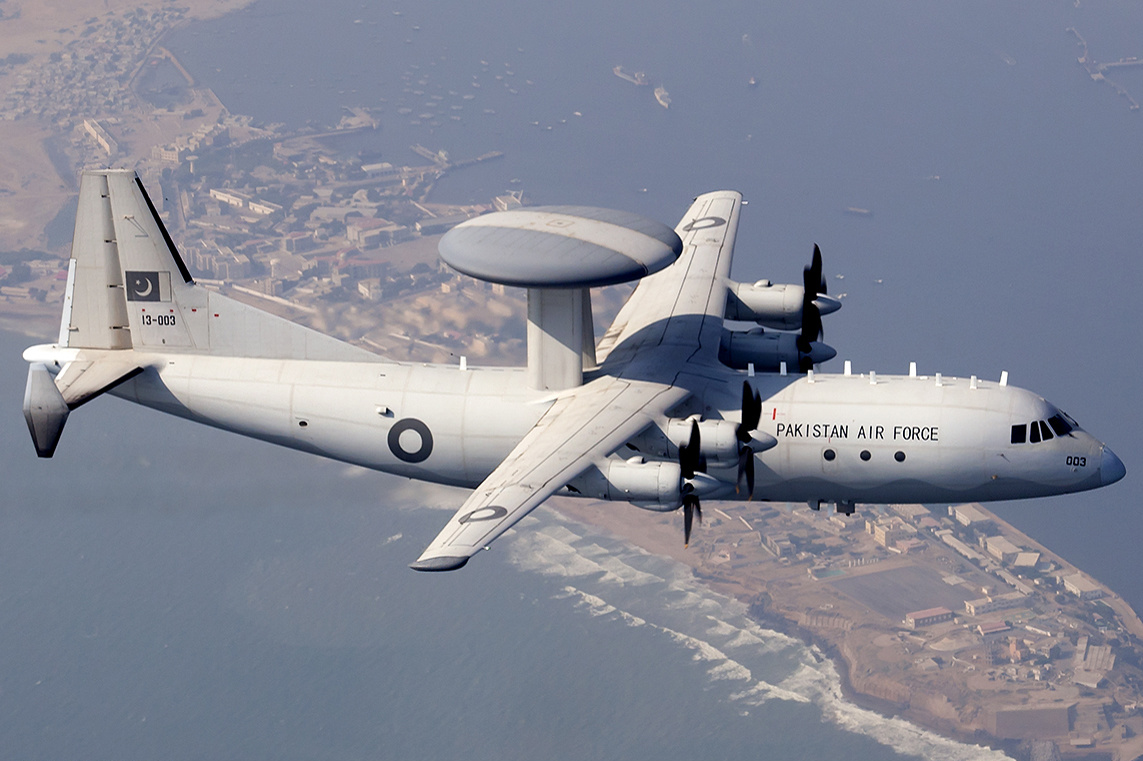
وای۸ نیروی هوایی پاکستان، در نقش آواکس (سپتامبر ۲۰۱۳)

## کاربران
چین
- نیروی هوایی ارتش آزادی‌بخش خلق
- نیروی هوایی نیروی دریایی ارتش آزادی‌بخش خلق

 قزاقستان
- گارد ملی قزاقستان[۱۱]

 میانمار
- نیروی هوایی میانمار

 پاکستان
- نیروی هوایی پاکستان

 سری‌لانکا
- نیروی هوایی سریلانکا[۱۲]

 سودان
- نیروی هوایی سودان

 تانزانیا
- نیروی هوایی تانزانیا

 ونزوئلا
- نیروی هوایی ونزوئلا[۱۳]

 ایران
- در بازه‌ای کوتاه شرکت هواپیمایی بنیاد از این هواپیما به عنوان هواپیمای کارگو استفاده نمود

## ویژگی‌های فنی
داده‌ها از Sinodefence.com
ویژگی‌های عمومی
- خدمه: ۵, ۳, یا ۲ (Y-8F600)
- ظرفیت: ≈90 equipped troops / ۲۰٬۰۰۰ کیلوگرم (۴۴٬۰۹۲ پوند) payload
- طول: ۳۴٫۰۲ متر (۱۱۱ فوت ۷ اینچ)
- پهنای بال: ۳۸ متر (۱۲۴ فوت ۸ اینچ)
- ارتفاع: ۱۱٫۱۶ متر (۳۶ فوت ۷ اینچ)
- مساحت بال‌ها: ۱۲۱٫۹ متر مربع (۱٬۳۱۲ فوت مربع)
- ایرفویل: root: C-5-18; tip: C-3-14[۱۵]
- وزن خالی: ۳۵٬۴۹۰ کیلوگرم (۷۸٬۲۴۲ پوند)
- بیشترین وزن برخاست: ۶۱٬۰۰۰ کیلوگرم (۱۳۴٬۴۸۲ پوند)
- پیشرانه: ۴ عدد موتور توربوپراپ زی هوژو و اوه جیانگ-6 (WJ-6)، ۳٬۱۷۰ کیلووات (۴٬۲۵۰ اسب بخار) در هر موتور
- ملخ‌ها: چهارملخه

عملکرد
- حداکثر سرعت: ۶۶۰ کیلومتر بر ساعت (۴۱۰ مایل بر ساعت، ۳۶۰ گره)
- سرعت کروز: ۵۵۰ کیلومتر بر ساعت (۳۴۰ مایل بر ساعت، ۳۰۰ گره)
- بُرد: ۵٬۶۱۵ کیلومتر (۳٬۴۸۹ مایل، ۳٬۰۳۲ مایل دریایی)
- حداکثر ارتفاع: ۱۰٬۴۰۰ متر (۳۴٬۱۰۰ فوت)
- نرخ صعود: ۱۰ متر بر ثانیه (۲٬۰۰۰ فوت بر دقیقه)

تسلیحات

- اسلحه‌ها: ۲ توپ ۲۳ میلیمتر (۰٫۹۰۶ اینچ) در ناحیهٔ دُم هواپیما (فقط در مدل‌های قدیمی)